# 이유미 (성우)
이유미는 대한민국의 성우이다. 1994년 대교방송 1기 성우로 데뷔하였다.

## 주요 출연작품

### 애니메이션
- 공룡특공대
- 트윈 시그널 - 블랙
- 버추어 파이터

### 다큐멘터리
- 유럽의 아동교육 다큐멘터리
- 어디로 갈까 (동아TV)
- 원더푼 코리아 (TTN)
- 문학기행 (EBS)
- 그곳에 가고 싶다 (KBS)
- KBS 위성 TV 음식보관 - 세가지 설날 이야기

### 기타
- 대교방송 뉴스
- 송이야 놀자
- 김영만의 마술 나라
- 나비야 나비야